# Volvo Car Open 2017
Volvo Car Open 2017 - жіночий тенісний турнір, що проходив на кортах з ґрунтовим покриттям. Це був 45-й за ліком  Charleston Open. Належав до категорії Premier у рамках Туру WTA 2017. Проходив у Family Circle Tennis Center на Daniel Island у Чарлстоні (США). Тривав з 3 до 9 квітня 2017 року.

## Очки і призові

### Розподіл очок
| Дисципліна       | П   | Ф   | ПФ  | ЧФ  | 1/8 | 1/16 | 1/32 | Q   | Q2  | Q1  |
| Одиночний розряд | 470 | 305 | 185 | 100 | 55  | 30   | 1    | 25  | 13  | 1   |
| Парний розряд    | 470 | 305 | 185 | 100 | 1   | Н/Д  | Н/Д  | Н/Д | Н/Д | Н/Д |

### Розподіл призових грошей
| Дисципліна       | П        | F       | ПФ      | ЧФ      | 1/8    | 1/16   | 1/32   | Q2     | Q1   |
| Одиночний розряд | $132,380 | $70,460 | $34,723 | $17,858 | $9,254 | $4,738 | $2,434 | $1,106 | $661 |
| Парний розряд    | $41,650  | $22,055 | $12,133 | $6,175  | $3,354 | Н/Д    | Н/Д    | Н/Д    | Н/Д  |

## Учасниці основної сітки в одиночному розряді

### Сіяні
| Країна          | Гравчиня            | Рейтинг1 | Сіяна |
| --------------- | ------------------- | -------- | ----- |
| США             | Медісон Кіз         | 9        | 1     |
| Велика Британія | Джоанна Конта       | 11       | 2     |
| США             | Вінус Вільямс       | 12       | 3     |
| Росія           | Олена Весніна       | 13       | 4     |
| Данія           | Каролін Возняцкі    | 14       | 5     |
| Австралія       | Саманта Стосур      | 19       | 6     |
| Нідерланди      | Кікі Бертенс        | 21       | 7     |
| Латвія          | Анастасія Севастова | 25       | 8     |
| Австралія       | Дарія Гаврилова     | 26       | 9     |
| Румунія         | Ірина-Камелія Бегу  | 28       | 10    |
| Хорватія        | Міряна Лучич-Бароні | 29       | 11    |
| Казахстан       | Юлія Путінцева      | 32       | 12    |
| КНР             | Ч Шуай              | 33       | 13    |
| США             | Лорен Девіс         | 34       | 14    |
| Чехія           | Луціє Шафарова      | 36       | 15    |
| Чехія           | Катерина Сінякова   | 37       | 16    |

- 1 Рейтинг подано станом на 20 березня 2017.

### Інші учасниці
Нижче наведено учасниць, які отримали вайлд-кард на участь в основній сітці:
- Гейлі Картер (знялась через смерть у родині)
- Кейла Дей
- Бетані Маттек-Сендс

Нижче наведено гравчинь, які пробились в основну сітку через стадію кваліфікації:
- Ана Богдан
- Вероніка Сепеде Ройг
- Софія Кенін
- Александра Крунич
- Ейжа Мугаммад
- Анастасія Родіонова
- Сільвія Солер Еспіноза
- Фанні Штоллар

Такі тенісистки потрапили в основну сітку як щасливі лузери
- Унс Джабір
- Грейс Мін

### Знялись з турніру
До початку турніру
- Аліса Клейбанова →її замінила  Варвара Лепченко
- Ана Конюх →її замінила  Марія Саккарі
- Джоанна Конта →її замінила  Грейс Мін
- Пен Шуай →її замінила  Магда Лінетт
- Ярослава Шведова →її замінила  Мона Бартель
- Наталія Віхлянцева →її замінила  Сара Еррані

### Завершили кар'єру
- Луїза Чиріко
- Катерина Сінякова
- Фанні Штоллар

## Учасниці основної сітки в парному розряді

### Сіяні
| Країна            | Гравчиня            | Країна            | Гравчиня          | Рейтинг1 | Сіяна |
| ----------------- | ------------------- | ----------------- | ----------------- | -------- | ----- |
| США               | Бетані Маттек-Сендс | Чехія             | Луціє Шафарова    | 3        | 1     |
| Чехія             | Андреа Главачкова   | Індія             | Саня Мірза        | 16       | 2     |
| Китайський Тайбей | Чжань Хаоцін        | Китайський Тайбей | Чжань Юнжань      | 29       | 3     |
| Чехія             | Луціє Градецька     | Чехія             | Катерина Сінякова | 35       | 4     |

- 1 Рейтинг подано станом на 20 березня 2017.

### Інші учасниці
Нижче наведено пари, які отримали вайлдкард на участь в основній сітці:
- Елізабет Гелбауер /  Софія Кенін
- Єлена Янкович /  Андреа Петкович

Наведені нижче пари отримали місце як заміна:
- Данка Ковінич /  Александра Крунич

### Знялись з турніру
До початку турніру
- Андреа Петкович

## Переможниці

### Одиночний розряд
- Дарія Касаткіна —  Олена Остапенко, 6–3, 6–1

### Парний розряд
- Бетані Маттек-Сендс /  Луціє Шафарова —  Луціє Градецька /  Катерина Сінякова, 6–1, 4–6, [10–7]